# Волтер Талл
Волтер Деніел Джон Талл (англ. Walter Daniel John Tull; 28 квітня 1888, Фолкстоун, Кент, Англія — 25 березня 1918, Па-де-Кале, Франція) — один з перших темношкірих офіцерів британської армії. У мирний час — професіональний футболіст, інсайд або півзахисник.

## Біографія
Дід Волтера був рабом на Барбадосі. Батько переїхав до метрополії у 1876 році. Оселився в портовому містечку Фолкстоун у південно-східній Англії, працював теслею. Деніел Талл одружився з місцевою дівчиною Алісою Елізабет Палмер, у них народилося шестеро дітей. Коли Волтеру виповнилося сім років, померла мама. Через рік батько одружився вдруге, на двоюрідній сестрі Аліси, Кларі. Наступного року помирає Деніел Талл. Сама Клара не в змозі була прогодувати шістьох дітей, і тому віддає у дитячий притулок, який розташовується в лондонському районі Бентал Грін, Волтера і старшого на два роки Едварда.
Едварда усиновила шотландська родина, він переїхав до Глазго, вивчився на лікаря і став першим дипломованим темношкірим дантистом у Британії. Волтер залишився на самоті; у притулку була друкарня, в якій він був змушений працювати. В 14 років його прийняли до штату і почали виплачувати платню. Тривалий час він не пов'язував своє майбутнє з футболом, хоча в команді притулку був найкращим гравцем. У двадцять років отримав запрошення від лондонської команди «Клептон». У сезоні 1908/09 його клуб здобув кубок Лондона серед аматорів, Великий кубок Лондона і Аматорський кубок Футбольної асоціації. У березні 1909 року газета «Футбол Стар» визнала його найкращим дебютантом сезону і він став першим темношкірим гравцем, який здобув футбольний трофей.
Влітку поїхав у турне по Південній Америці, а після повернення уклав контракт з «Тоттенгем Готспур» і отримував по чотири фунти щотижня. У Футбольній лізі дебютував 1 вересня 1909 року. Гра на виїзді з «Сандерлендом» завершилася поразкою (1:3), а перший м'яч забив у ворота «Бредфорд Сіті». Вболівальники команд-суперників постійно ображали темношкірого гравця, і врешті-решт, керівництво «Тоттенгема», щоб не провокувати конфлікти, вирішило відправити його до резервної команди. Всього, за два сезони в складі лондонського клубу, провів десять лігових матчів і перейшов до «Нортгемптон Тауна».
Команда з однойменного містечка, що знаходиться у 100 км від Лондона, виступала у першому дивізіоні Південної футбольної ліги. Очолював клуб Герберт Чепмен, у майбутньому — легендарний тренер «Гаддерсфілда» і «Арсенала». Таллу вдалося ідеально вписатися в тактичну схему нової команди і він став кумиром місцевих футбольних вболівальників.
| Роки      | Команда             | Ліга | Ігри | Голи |
| --------- | ------------------- | ---- | ---- | ---- |
| 1908–1909 | «Клептон»           |      |      |      |
| 1909–1911 | «Тоттенгем Готспур» | ФЛ   | 10   | 2    |
| 1911–1914 | «Нортгемптон Таун»  | ПФЛ  | 111  | 9    |

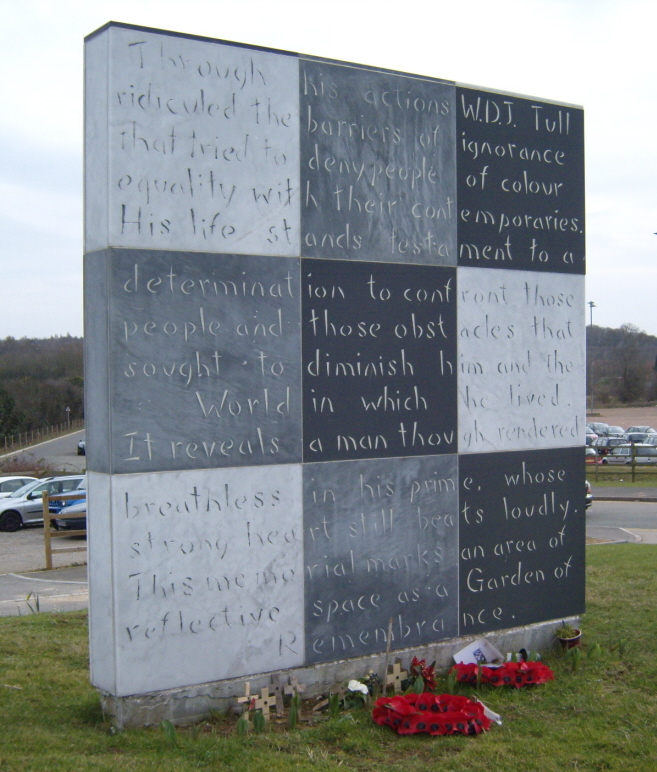
Епітафія Волтеру Таллу на стадіоні «Нортгемптона»

Планував переїхати до Едварда у Глазго, виступати у складі «Рейнджерс», але на заваді стала Перша світова війна. Першим з гравців «Нортгемптона» відгукнувся на заклик лорда Кітченера і пішов добровольцем до лав британської армії. Військову підготовку проходив у Лондоні, інколи приїзджав на матчі своєї команди. Був зарахований до складу 17-го батальйону Міддлсекського полку, в якому служили понад 100 футболістів. У листопаді 1915 року «Футбольний батальйон» відправляють до Франції. Влітку отримав звання сержанта.
Безпосередньо брав участь у битві на Соммі, яка забрала життя 420 тисяч британських солдат (у тому числі захисника збірної Англії Евеліна Лінтотта і форварда збірної Уельса Джеймса Вільямса). У грудні отримав осколкове поранення і був відправлений до Англії.
За час проведений у боях, Волтер проявив себе з найкращого боку і командування його частини направило відповідні документи до офіцерської школи. Навряд йому б вдалося поступити до неї за інших обставин, але на той час британська армія відчувала кадровий дефіцит через численні втрати на фронті. 30 травня 1917 року отримує звання другого лейтенанта і стає одним з перших темношкірих офіцерів у лавах британського війська.
У складі 23-го батальйону його відправляють до Італії. Брав участь у битві при П'яве. Таллю вдалося провести нічний рейд і перейти небезпечну гірську річку без жодної втрати, за що він був представлений до Хреста Героя. На Італійському фронті воював до кінця року, а потім — у Франції.
25 березня 1918 року Волтер Талл отримав наказ атакувати німецькі позиції і загинув одним з перших. Його солдати — білі нащадки норманів і англосаксів — марно намагалися винести з поля бою тіло свого темношкірого лейтенанта під безперервним ворожим вогнем.